# Bouvelinghem
Bouvelinghem és un municipi francès situat al departament del Pas de Calais i a la regió dels Alts de França. L'any 2007 tenia 179 habitants.

## Demografia

### Població
El 2007 la població de fet de Bouvelinghem era de 179 persones. Hi havia 68 famílies de les quals 13 eren unipersonals (10 homes vivint sols i 3 dones vivint soles), 19 parelles sense fills, 26 parelles amb fills i 10 famílies monoparentals amb fills.
La població ha evolucionat segons el següent gràfic:
Habitants censats

### Habitatges
El 2007 hi havia 83 habitatges, 67 eren l'habitatge principal de la família, 12 eren segones residències i 4 estaven desocupats. Tots els 81 habitatges eren cases. Dels 67 habitatges principals, 58 estaven ocupats pels seus propietaris, 9 estaven llogats i ocupats pels llogaters i 1 estava cedit a títol gratuït; 2 tenien dues cambres, 6 en tenien tres, 16 en tenien quatre i 42 en tenien cinc o més. 52 habitatges disposaven pel capbaix d'una plaça de pàrquing. A 22 habitatges hi havia un automòbil i a 39 n'hi havia dos o més.

### Piràmide de població
La piràmide de població per edats i sexe el 2009 era:
| Homes | Edats   | Dones |
| ----- | ------- | ----- |
| 0     | 95 o +  | 0     |
| 0     | 90 a 94 | 0     |
| 0     | 85 a 89 | 4     |
| 0     | 80 a 84 | 8     |
| 4     | 75 a 79 | 4     |
| 4     | 70 a 74 | 8     |
| 4     | 65 a 69 | 0     |
| 8     | 60 a 64 | 4     |
| 0     | 55 a 59 | 0     |
| 8     | 50 a 54 | 12    |
| 4     | 45 a 49 | 0     |
| 0     | 40 a 44 | 0     |
| 0     | 35 a 39 | 0     |
| 8     | 30 a 34 | 4     |
| 12    | 25 a 29 | 8     |
| 0     | 20 a 24 | 0     |
| 0     | 15 a 19 | 0     |
| 0     | 10 a 14 | 0     |
| 4     | 5 a 9   | 0     |
| 0     | 0 a 4   | 4     |

## Economia
El 2007 la població en edat de treballar era de 115 persones, 76 eren actives i 39 eren inactives. De les 76 persones actives 68 estaven ocupades (42 homes i 26 dones) i 7 estaven aturades (3 homes i 4 dones). De les 39 persones inactives 9 estaven jubilades, 8 estaven estudiant i 22 estaven classificades com a «altres inactius».

### Ingressos
El 2009 a Bouvelinghem hi havia 82 unitats fiscals que integraven 221 persones, la mediana anual d'ingressos fiscals per persona era de 13.948 €.

### Activitats econòmiques
Dels 4 establiments que hi havia el 2007, 3 eren d'empreses de construcció i 1 d'una empresa de comerç i reparació d'automòbils.
Dels 3 establiments de servei als particulars que hi havia el 2009, 1 era una fusteria i 2 lampisteries.
L'únic establiment comercial que hi havia el 2009 era una botiga de roba.
L'any 2000 a Bouvelinghem hi havia 6 explotacions agrícoles.

## Equipaments sanitaris i escolars
El 2009 hi havia una escola elemental integrada dins d'un grup escolar amb les comunes properes formant una escola dispersa.

## Poblacions més properes
El següent diagrama mostra les poblacions més properes.